# Alastor paraguayensis
Alastor paraguayensis är en stekelart som beskrevs av Edoardo Zavattari.
Alastor paraguayensis ingår i släktet Alastor och familjen Eumenidae. Inga underarter finns listade i Catalogue of Life.